# ليا بابويانية
ليا بابويانية (الاسم العلمي:Leea papuana) هي نوع من النباتات تتبع جنس الليا من الفصيلة الكرمية.